# Segunda Categoría de El Oro 1973
El Campeonato Provincial de Fútbol de Segunda Categoría de El Oro 1973 fue un torneo de fútbol en Ecuador en el cual compitieron equipos de la Provincia de El Oro. El torneo será organizado por Asociación de Fútbol Profesional de El Oro (AFO) y avalado por la Federación Ecuatoriana de Fútbol, el torneo inició el 8 de julio de 1973 finalizó el 16 de diciembre de ese mismo año, este sería el primer torneo de carácter profesional que organizaría la Asociación de Fútbol Profesional de El Oro(AFO) tras 2 años de fundarse, se reunirían a los 12 equipos interesados y todo el torneo se lo jugaría en el renovado estadio 9 de Mayo de la ciudad de Machala, en la parte final del torneo se tuvo que disputar una definición entre Audaz Octubrino y Carmen Mora, este último se consagraría no solamente como el primer campeón de la provincia de El Oro, sino también el primer equipo orense en ascender al Campeonato Ecuatoriano de Fútbol Serie B 1974.
El Carmen Mora se coronó como campeón por primera vez del torneo de Segunda Categoría de El Oro, mientras que el conjunto de Audaz Octubrino conseguiría el subcampeonato.

## Sistema de juego
El Campeonato Provincial de Fútbol de Segunda Categoría de El Oro 1973 se jugó de la siguiente manera:
Primera Etapa
Los 12 equipos serán divididos en dos grupos de 6 equipos cada uno en partidos de ida (5 fechas) de los cuales los 3 mejores conjuntos ubicados al finalizar la 1ª fase se clasificarán a la liguilla final.
Liguilla Final
La jugaran los 6 equipos que lograron clasificarse de la Primera Etapa en sus respectivos grupos de los cuales se jugaran en formato de todos contra todos en encuentros de ida (5 fechas) una vez finalizada se definirá al ganador del torneo provincial, en caso de que dos equipos igualen en puntos se jugará una final para definir al campeón.
Final
La jugarán los 2 equipos con igualdad de puntos en encuentros de ida y vuelta en caso de que ambos igualen en victorias se jugara un tercer encuentro para definir al ganador; el campeón ascenderá al Campeonato Ecuatoriano de Fútbol Serie B 1974.

## Sedes
| Machala           |
| ----------------- |
| 9 de Mayo         |
| Capacidad: 16 500 |
|                   |

## Equipos participantes
Estos fueron los 12 equipos que participaron en el torneo provincial de 2.ª categoría del El Oro de 1973.
| Equipos participantes | Equipos participantes | Equipos participantes  | Equipos participantes |
| --------------------- | --------------------- | ---------------------- | --------------------- |
| Audaz Octubrino       | Bonita FC             | Estudiantes Octubrinos | LDU(M)                |
| América de Machala    | Carmen Mora           | Juvenil La Peaña       | Macarsa               |
| Banaoro               | Comerc.Huaquillas     | Kléber Franco Cruz     | Río Amarillo          |

## Equipos por Cantón
| Cantón     | N.º | Equipos |
| ---------- | --- | --- |
| Machala    | 9   | - Audaz Octubrino - Estudiantes Octubrinos - Juvenil La Peaña - Kléber Franco Cruz - Banaoro - Bonita FC - Macarsa - LDU(M) - América de Machala |
| Huaquillas | 1   | - Comerc.Huaquillas |
| Pasaje     | 1   | - Carmen Mora |
| Portovelo  | 1   | - Río Amarillo |

## Primera etapa

### Grupo A
|  |  |    | Equipo                 | PJ | PG | PE | PP | GF | GC | DG | PTS |
|  |  | -- | ---------------------- | -- | -- | -- | -- | -- | -- | -- | --- |
|  |  | 1. | Carmen Mora            | 5  | 3  | 2  | 0  | 11 | 4  | +7 | 8   |
|  |  | 2. | Audaz Octubrino        | 5  | 3  | 0  | 2  | 15 | 13 | +2 | 6   |
|  |  | 3. | Estudiantes Octubrinos | 5  | 3  | 0  | 2  | 13 | 12 | +1 | 6   |
|  |  | 4. | Juvenil La Peaña       | 5  | 2  | 1  | 2  | 7  | 8  | -1 | 5   |
|  |  | 5. | Kléber Franco Cruz     | 5  | 2  | 0  | 3  | 9  | 12 | -3 | 4   |
|  |  | 6. | Banaoro                | 5  | 0  | 1  | 4  | 7  | 16 | -9 | 1   |

 Pts=Puntos; PJ=Partidos jugados; G=Partidos ganados; E=Partidos empatados; P=Partidos perdidos; GF=Goles a favor; GC=Goles en contra; Dif=Diferencia de gol
|  | Clasificados a la Liguilla Final. |

### Partidos y resultados
| Fecha 1                | Fecha 1   | Fecha 1            |
| Equipo Local           | Resultado | Equipo Visitante   |
| ---------------------- | --------- | ------------------ |
| Estudiantes Octubrinos | 3-2       | Banaoro            |
| Carmen Mora            | 3-1       | Kléber Franco Cruz |
| Audaz Octubrino        | 2-0       | Juvenil La Peaña   |

| Fecha 2            | Fecha 2   | Fecha 2                |
| Equipo Local       | Resultado | Equipo Visitante       |
| ------------------ | --------- | ---------------------- |
| Carmen Mora        | 2-1       | Estudiantes Octubrinos |
| Kléber Franco Cruz | 3-2       | Audaz Octubrino        |
| Juvenil La Peña    | 4-1       | Banaoro                |

| Fecha 3               | Fecha 3   | Fecha 3          |
| Equipo Local          | Resultado | Equipo Visitante |
| --------------------- | --------- | ---------------- |
| Kléber Franco Cruz    | 2-2       | Banaoro          |
| Carmen Mora           | 4-0       | Audaz Octubrino  |
| Estudiante Octubrinos | 2-1       | Juvenil La Peaña |

| Fecha 4          | Fecha 4   | Fecha 4                |
| Equipo Local     | Resultado | Equipo Visitante       |
| ---------------- | --------- | ---------------------- |
| Juvenil La Peaña | 3-1       | Kléber Franco Cruz     |
| Audaz Octubrino  | 5-4       | Estudiantes Octubrinos |
| Carmen Mora      | 1-1       | Banaoro                |